# Collegio di Ashton-under-Lyne
Ashton-under-Lyne è un collegio elettorale situato nella Greater Manchester, nel Nord Ovest dell'Inghilterra, e rappresentato alla Camera dei comuni del Parlamento del Regno Unito. Elegge un membro del parlamento con il sistema first-past-the-post, ossia maggioritario a turno unico; l'attuale parlamentare è Angela Rayner del Partito Laburista, che rappresenta il collegio dal 2015.

## Estensione

Ashton-under-Lyne dal 2010 al 2024

Il collegio copre i ward di Failsworth East and Failsworth West del borgo metropolitano di Oldham e i ward di Ashton Hurst, Ashton St. Michael's, Ashton Waterloo, Droylsden East, Droylsden West e St. Peters nel borgo metropolitano di Tameside.
- 1918–1949: il borgo municipale di Ashton-under-Lyne e il distretto urbano di Hurst.
- 1950–1955: i borghi municipali di Ashton-under-Lyne e Mossley e il distretto rurale di Limehurst.
- 1955–1983: i borghi municipali di Ashton-under-Lyne e Mossley e il distretto rurale di Droylsden.[1]
- 1983–2024: i ward di Failsworth East e Failsworth West nel borgo metropolitano di Oldham e i ward di Ashton Hurst, Ashton St. Michael's, St. Peter's, Ashton Waterloo, Droylsden East e Droylsden West nel borgo metropolitano di Tameside.
- dal 2024: i ward di Ashton Hurst; Ashton St. Michael’s; Ashton Waterloo; Audenshaw; Droylsden East; Droylsden West; Dukinfield e St. Peter’s del borgo metropolitano di Tameside.

## Membri del parlamento dal 1885
| Elezione | Elezione                    | Deputato                      | Partito      |
| -------- | --------------------------- | ----------------------------- | ------------ |
|          | 1832                        | George Williams               | Liberale     |
| 1835     | Charles Hindley             |                               | Liberale     |
| 1857     | Thomas Milner Gibson        |                               | Liberale     |
|          | 1868                        | Thomas Walton Mellor          | Conservatore |
|          | 1880                        | Hugh Mason                    | Liberale     |
|          | 1885                        | John Edmund Wentworth Addison | Conservatore |
| 1895     | Herbert Huntington-Whiteley |                               | Conservatore |
|          | 1906                        | Alfred Henry Scott            | Liberale     |
|          | Dic 1910                    | Max Aitken                    | Conservatore |
| 1916 (S) | Albert Stanley              |                               | Conservatore |
| 1920 (S) | Walter de Frece             |                               | Conservatore |
| 1924     | Cornelius Homan             |                               | Conservatore |
|          | 1928 (S)                    | Albert Bellamy                | Laburista    |
|          | 1931 (S)                    | John Broadbent                | Conservatore |
|          | 1935                        | Fred Simpson                  | Laburista    |
| 1939 (S) | William Jowitt              |                               | Laburista    |
| 1945 (S) | Hervey Rhodes               |                               | Laburista    |
| 1964     | Robert Sheldon              |                               | Laburista    |
| 2001     | David Heyes                 |                               | Laburista    |
| 2015     | Angela Rayner               |                               | Laburista    |

## Elezioni

### Elezioni negli anni 2020
| Partito                    | Partito                                | Candidato                  | Risultati 4 luglio 2024 | Risultati 4 luglio 2024 |
| Partito                    | Partito                                | Candidato                  | Voti                    | %                       |
| -------------------------- | -------------------------------------- | -------------------------- | ----------------------- | ----------------------- |
|                            | Laburista                              | Angela Rayner              | 15 575                  | 43,92                   |
|                            | Reform UK                              | Robert Barrowcliffe        | 8 784                   | 24,77                   |
|                            | Conservatore                           | Lizzie Hacking             | 4 375                   | 12,34                   |
|                            | Workers                                | Aroma Hassan               | 2 835                   | 7,99                    |
|                            | Verdi                                  | Lee Huntbach               | 2 481                   | 7,00                    |
|                            | Lib Dem                                | Dominic Hardwick           | 1 411                   | 3,98                    |
|                            |                                        |                            |                         |                         |
| Iscritti                   | Iscritti                               | Iscritti                   | 71 002                  | 100,00                  |
| ↳ Votanti (% su iscritti)  | ↳ Votanti (% su iscritti)              | ↳ Votanti (% su iscritti)  | 35 461                  | 49,94                   |
| ↳ Astenuti (% su iscritti) | ↳ Astenuti (% su iscritti)             | ↳ Astenuti (% su iscritti) | 35 541                  | 50,06                   |
|                            |                                        |                            |                         |                         |
|                            | Esito: collegio confermato a Laburista |                            |                         |                         |

### Elezioni negli anni 2010
| Partito                    | Partito                                | Candidato                  | Risultati 12 dicembre 2019 | Risultati 12 dicembre 2019 |
| Partito                    | Partito                                | Candidato                  | Voti                       | %                          |
| -------------------------- | -------------------------------------- | -------------------------- | -------------------------- | -------------------------- |
|                            | Laburista                              | Angela Rayner              | 18 544                     | 48,07                      |
|                            | Conservatore                           | Dan Costello               | 14 281                     | 37,02                      |
|                            | Brexit                                 | Derek Brocklehurst         | 3 151                      | 8,17                       |
|                            | Lib Dem                                | George Rice                | 1 395                      | 3,62                       |
|                            | Verdi                                  | Lee Huntbach               | 1 208                      | 3,13                       |
|                            |                                        |                            |                            |                            |
| Iscritti                   | Iscritti                               | Iscritti                   | 67 978                     | 100,00                     |
| ↳ Votanti (% su iscritti)  | ↳ Votanti (% su iscritti)              | ↳ Votanti (% su iscritti)  | 38 579                     | 56,75                      |
| ↳ Astenuti (% su iscritti) | ↳ Astenuti (% su iscritti)             | ↳ Astenuti (% su iscritti) | 29 399                     | 43,25                      |
|                            |                                        |                            |                            |                            |
|                            | Esito: collegio confermato a Laburista |                            |                            |                            |

| Partito                    | Partito                                | Candidato                  | Risultati 8 giugno 2017 | Risultati 8 giugno 2017 |
| Partito                    | Partito                                | Candidato                  | Voti                    | %                       |
| -------------------------- | -------------------------------------- | -------------------------- | ----------------------- | ----------------------- |
|                            | Laburista                              | Angela Rayner              | 24 005                  | 60,36                   |
|                            | Conservatore                           | Jack Rankin                | 12 710                  | 31,96                   |
|                            | UKIP                                   | Maurice Jackson            | 1 878                   | 4,72                    |
|                            | Lib Dem                                | Carly Hicks                | 646                     | 1,62                    |
|                            | Verdi                                  | Andy Hunter-Rossall        | 534                     | 1,34                    |
|                            |                                        |                            |                         |                         |
| Iscritti                   | Iscritti                               | Iscritti                   | 67 641                  | 100,00                  |
| ↳ Votanti (% su iscritti)  | ↳ Votanti (% su iscritti)              | ↳ Votanti (% su iscritti)  | 39 773                  | 58,80                   |
| ↳ Astenuti (% su iscritti) | ↳ Astenuti (% su iscritti)             | ↳ Astenuti (% su iscritti) | 27 868                  | 41,20                   |
|                            |                                        |                            |                         |                         |
|                            | Esito: collegio confermato a Laburista |                            |                         |                         |

| Partito                    | Partito                                | Candidato                  | Risultati 7 maggio 2015 | Risultati 7 maggio 2015 |
| Partito                    | Partito                                | Candidato                  | Voti                    | %                       |
| -------------------------- | -------------------------------------- | -------------------------- | ----------------------- | ----------------------- |
|                            | Laburista                              | Angela Rayner              | 19 366                  | 49,76                   |
|                            | Conservatore                           | Tracy Sutton               | 8 610                   | 22,12                   |
|                            | UKIP                                   | Maurice Jackson            | 8 468                   | 21,76                   |
|                            | Verdi                                  | Charlotte Hughes           | 1 531                   | 3,93                    |
|                            | Lib Dem                                | Carly Hicks                | 943                     | 2,42                    |
|                            |                                        |                            |                         |                         |
| Iscritti                   | Iscritti                               | Iscritti                   | 67 683                  | 100,00                  |
| ↳ Votanti (% su iscritti)  | ↳ Votanti (% su iscritti)              | ↳ Votanti (% su iscritti)  | 38 918                  | 57,50                   |
| ↳ Astenuti (% su iscritti) | ↳ Astenuti (% su iscritti)             | ↳ Astenuti (% su iscritti) | 28 765                  | 42,50                   |
|                            |                                        |                            |                         |                         |
|                            | Esito: collegio confermato a Laburista |                            |                         |                         |

| Partito                    | Partito                                | Candidato                  | Risultati 6 maggio 2010 | Risultati 6 maggio 2010 |
| Partito                    | Partito                                | Candidato                  | Voti                    | %                       |
| -------------------------- | -------------------------------------- | -------------------------- | ----------------------- | ----------------------- |
|                            | Laburista                              | David Heyes                | 18 604                  | 48,41                   |
|                            | Conservatore                           | Seema Kennedy              | 9 510                   | 24,75                   |
|                            | Lib Dem                                | Paul Larkin                | 5 703                   | 14,84                   |
|                            | BNP                                    | David Lomas                | 2 929                   | 7,62                    |
|                            | UKIP                                   | Angela McManus             | 1 686                   | 4,39                    |
|                            |                                        |                            |                         |                         |
| Iscritti                   | Iscritti                               | Iscritti                   | 67 543                  | 100,00                  |
| ↳ Votanti (% su iscritti)  | ↳ Votanti (% su iscritti)              | ↳ Votanti (% su iscritti)  | 38 432                  | 56,90                   |
| ↳ Astenuti (% su iscritti) | ↳ Astenuti (% su iscritti)             | ↳ Astenuti (% su iscritti) | 29 111                  | 43,10                   |
|                            |                                        |                            |                         |                         |
|                            | Esito: collegio confermato a Laburista |                            |                         |                         |

### Elezioni negli anni 2000
| Partito                    | Partito                                | Candidato                  | Risultati 5 maggio 2005 | Risultati 5 maggio 2005 |
| Partito                    | Partito                                | Candidato                  | Voti                    | %                       |
| -------------------------- | -------------------------------------- | -------------------------- | ----------------------- | ----------------------- |
|                            | Laburista                              | David Heyes                | 21 211                  | 57,38                   |
|                            | Conservatore                           | Graeme Brown               | 7 259                   | 19,64                   |
|                            | Lib Dem                                | Les Jones                  | 5 108                   | 13,82                   |
|                            | BNP                                    | Anthony Jones              | 2 051                   | 5,55                    |
|                            | UKIP                                   | John Whittaker             | 768                     | 2,08                    |
|                            | Local Community                        | Jack Crossfield            | 570                     | 1,54                    |
|                            |                                        |                            |                         |                         |
| Iscritti                   | Iscritti                               | Iscritti                   | 72 060                  | 100,00                  |
| ↳ Votanti (% su iscritti)  | ↳ Votanti (% su iscritti)              | ↳ Votanti (% su iscritti)  | 36 967                  | 51,30                   |
| ↳ Astenuti (% su iscritti) | ↳ Astenuti (% su iscritti)             | ↳ Astenuti (% su iscritti) | 35 093                  | 48,70                   |
|                            |                                        |                            |                         |                         |
|                            | Esito: collegio confermato a Laburista |                            |                         |                         |

| Partito                    | Partito                                | Candidato                  | Risultati 7 giugno 2001 | Risultati 7 giugno 2001 |
| Partito                    | Partito                                | Candidato                  | Voti                    | %                       |
| -------------------------- | -------------------------------------- | -------------------------- | ----------------------- | ----------------------- |
|                            | Laburista                              | David Heyes                | 22 340                  | 62,47                   |
|                            | Conservatore                           | Tim Charlesworth           | 6 822                   | 19,08                   |
|                            | Lib Dem                                | Kate Fletcher              | 4 237                   | 11,85                   |
|                            | BNP                                    | Roger Woods                | 1 617                   | 4,52                    |
|                            | Verdi                                  | Nigel Rolland              | 748                     | 2,09                    |
|                            |                                        |                            |                         |                         |
| Iscritti                   | Iscritti                               | Iscritti                   | 72 839                  | 100,00                  |
| ↳ Votanti (% su iscritti)  | ↳ Votanti (% su iscritti)              | ↳ Votanti (% su iscritti)  | 35 764                  | 49,10                   |
| ↳ Astenuti (% su iscritti) | ↳ Astenuti (% su iscritti)             | ↳ Astenuti (% su iscritti) | 37 075                  | 50,90                   |
|                            |                                        |                            |                         |                         |
|                            | Esito: collegio confermato a Laburista |                            |                         |                         |

## Risultati dei referendum
|             | Collegio          | Lasciare UE % | Rimanere in UE % |
| ----------- | ----------------- | ------------- | ---------------- |
|             | Ashton-under-Lyne | 61,8%         | 38,2%            |
| Inghilterra | 53,3%             | 46,7%         |                  |
| Regno Unito | 51,9%             | 48,1%         |                  |